# Fullgás (canção)
"Fullgás" é uma canção gravada pela cantora brasileira Marina Lima para seu quinto álbum de estúdio de mesmo nome (1984). Foi composta pela própria e seu irmão Antônio Cícero, e tornou-se o maior sucesso da carreira. A música terminou o ano de seu lançamento como a 9a canção mais tocada no ano nas rádios do Brasil.

## Informação
O nome da música vem da brincadeira feita entre o adjetivo "fugaz" (algo breve) e a expressão americana "full gas" (cheio de gás, cheio de energia).
| “ | “Fullgás é um exercício na criação de outras palavras, já que a língua portuguesa está sofrendo transformações com o surgimento de novas gerações, mas é tudo descartável, um dia outra palavra substitui a outra." | ” |

A linha de baixo da canção, executada por Liminha, foi inspirada em Billie Jean de Michael Jackson.
A canção em si é influenciada pelo estilo new wave, muito em voga na década de 1980, notoriamente devido ao uso de sintetizadores e programação de bateria eletrônica, junto aos demais instrumentos, durante todo o seu andamento.

## Regravações
- 1995 - a canção foi regravada por Lulu Santos, com um arranjo mais eletrônico, em seu álbum Eu e Memê, Memê e Eu[6][7]
- 1996 - Marina regrava sua canção, dando-lhe uma nova roupagem, em seu álbum Registros à Meia-Voz.[8][9]
- 2001 - Ivete Sangalo regravou a canção, de forma acústica, para o álbum da série Um Barzinho, Um Violão - Ao Vivo[10].
- 2003 - a canção foi regravada outra vez pela própria Marina para o seu álbum Acústico MTV. Esta versão conta com uma linha de baixo muito marcante, tocada por Liminha.[11]
- 2010 - A cantora Simone regrava a canção em seu álbum ao vivo Em Boa Companhia[12].
- 2011 - Fábio Júnior, juntamente com sua filha Tainá, regravaram a canção no álbum Íntimo[13].

## Remix
- Em 1997, a canção é remixada pelo DJ Memê (que havia produzido anteriormente a regravação de Lulu Santos), onde ganhou contornos de house music e fez muito sucesso nas rádios e nas pistas de dança do país à época. Essa versão está disponível nos álbuns Aprovado Jovem Pan Vol.3, coletânea de sucessos dançantes da Rádio Jovem Pan, lançada no mesmo ano e Uma Noite e 1/2 - Remixes, sendo esta última, uma coletânea de sucessos da cantora em versões remixadas por diferentes Dj's, lançada em 1999.[14][15]

## Na Mídia
- Em 2015, o programa Por Trás da Canção (3ª Temp. Ep.7), do Canal Bis contou a trajetória desta canção.[16]

### Trilhas-sonoras
- 1984 - Vereda Tropical (tema de Léo)[17][18]
- 1997 - Zazá (tema de Fabiana)[19]
- 2006 - Cobras & Lagartos[20]
- 2012 - Malhação[21]